# Kasper Winding
Kasper Winding (født 21. juni 1956 i København) er en dansk komponist, musiker, producer og skuespiller.

## Karriere
Kasper Winding medvirkede op gennem 1970'erne som trommeslager og percussionist på en række pladeudgivelser for bl.a. Philip Glass, Barry White, Nina Hagen, Per Nørgård, Abba, Terry Riley og Det Kongelige Kapel. Skrev i samme periode musik til filmen Mig og Charly.
I 1973 dannede han den latinamerikansk-inspirerede jazz/funk gruppe Buki-Yamaz sammen med Aske Bentzon, Klavs og Mikkel Nordsø, Kim Sagild og Henrik Bødtcher. Efter debutalbummet, Buki-Yamaz (1975), forlod han gruppen i januar 1975. Dog bidrog han til tre numre på gruppens andet album Segundo (1976). Han var også med i Tyggegummibanden, hvor han medvirkede på gruppens første album Nu går det løs.
I 1977 udgav han et selvbetitlet album med fusions-jazz-gruppen Entrance sammen med Palle Mikkelborg, Kenneth Knudsen, Jesper Nehammer og Bo Stief.
Han flyttede til New York i 1978 og virkede primært som studiemusiker og filmkomponist bl.a. Johnny Larsen og ghost writer paa The Onion Field.
Fra 1981 til 1984 medvirkede han på Shu-bi-dua 8, Shu-bi-dua 9 og Shu-bi-dua 10.
I 1987 fik han sammen med Lars Muhl et stort hit med sangen "Sjæl i flammer", der var temaet til DR's tv-serie Een gang strømer...
Pladen No. 5 fra 1989 blev en kommerciel succes med hits som Kom nu hjem og Alle har en drøm.
Kasper Winding har skrevet med og produceret plader for bl.a. C.V. Jørgensen, Baal, Maya Albana, Lis Sørensen, Gangway, Caroline Henderson, Kathusja Babikian, Heidi Herløw, halv-søsteren Alberte Winding, Definition of Sound, Lars Muhl, Susi Hyldgaard, Mew, Winding/Blachman, Lois, Steen Jørgensen, Jonas Bjerre, Sebastien Tellier, Shanghai, Mr Oizo, Lola Delon.
Han har remixet for folk som Sebastien Tellier, Kavinsky, Efterklang, Hypnolove, D.A.N.C.E.
I 2006 fik han et top 20 hit i Storbritannien med singlen "Speechless" under navnet Mish Mash. Sangen blev sunget af sangerinden Louise Norby, og opnåede en 16. plads på UK Singles Chart.
Har de senere år blandt andet optrådt som DJ og optrådt under et hav af forskellige projekter som f.eks. Domestika og Vibe-O-Gram.
21. februar 2011 udkom Kasper Windings seneste album Voila! på selskabet Zewski Music Group.
23. september 2016 blev albummet "F**k Dance, Let's Art" udgivet i samarbejde med den franske sangerinde Lola Delon. De mødtes i forbindelse med indspilningen af et demonummer, som Kasper Winding havde skrevet til den australiske sangerinde Kylie Minogue. Lola Delon og Kasper Winding begyndte efterfølgende at skrive sange sammen, og på et tidspunkt havde de fået lavet sange nok til et album. Titlen "F**k Dance, Let's Art" skal ikke forveksles med et nummer med samme titel, som Kasper Winding lagde ud på Vimeo i 2012, og som rapperen Johnson fremførte i forbindelse med TV 2's programserie "Toppen af Poppen" året efter.
"F**k Dance, Let's Art" er udgivet på PDH Music/Sony Music Denmark.
Efter nogle års stilhed kunne musikmagasinet Gaffa i starten af februar 2022 annoncere, at endnu et nyt albumprojekt fra Winding var på vej. Projektet med titlen "The Test of Time Part 1" blev frigivet i digital form 25. februar 2022 og i begrænset oplag på vinyl få dage efter 28. februar.

## Privatliv
Kasper Winding er søn af forfatter og tv-mand Thomas Winding og fotograf Vibeke Winding. Han har tidligere været gift med modellerne Brigitte Nielsen og Pia Tryde. Han har siden 1987 boet sammen med skuespilleren Simone Bendix og deres søn Pablo og datteren Polly. Med Brigitte Nielsen har han sønnen Julian Winding og med Pia Tryde sønnen Oliver.

## Diskografi

### Album
- Mig og Charly (med C.V. Jørgensen) (1978)
- Johnny Larsen (med C.V. Jørgensen, Ole Arnfred, Toots Thielemans) (1979)
- Kick (1980)
- Attitudes and Broken Hearts (med Kick) (1981)
- Swing (1983)
- The Flying Devils - Original Soundtrack (med Murray Head) (1985)
- Daddy's in Rare Form Tonight (1987)
- Kasper No 5 (1989)
- Kasper No. 6 (1990)
- Uno deux drei four (1992)
- Pop from the Deep End (som Pop from the Deep End) (1996)
- Vibe-O-Gram (1999)
- The Collection (opsamling, uofficiel udgivelse, 1987 og 2000)
- Lidt til og meget mere (opsamling, 2000)
- Domestika (som Domestika) (2004)
- Musicality (med Thomas Blachman) (EP, 2009)
- Voila! (2011)
- Re-Winding (Det bedste fra Kasper Winding) (opsamling, 2012)
- F**k Dance, Let's Art (udgivet sammen med den franske sangerinde Lola Delon) (2016)

### Med Shu-bi-dua
- Shu-bi-dua 8, 1982
- Shu-bi-dua 9, 1982
- Shu-bi-dua 10, 1983

### Filmmusik
- Strømer (1976)
- Mig og Charly (1978)
- Slægten (1978)
- Johnny Larsen (1979)
- The Onion Field (1979)
- De flyvende djævle (1985)
- Een gang strømer... (tv-serie, 1987)
- Epidemic (1987)
- Den store badedag (1991)
- Sort høst (1993)
- Fra hjertet til hånden (1994)
- Patrioterne (1997)
- Når mor kommer hjem (1998)
- The Man who Couldn't Open Doors (1998)
- P.O.V. (2002)
- Hjemve (2007)
- Sois sage (2009)
- Simon & Malou (2009) (sangen “Talking About It” i samarbejde med Jonas Bjerre under navnet ‘Diamond for Eyes’)
- The Riot Club (2014)
- The Salvation (2014)

### Ballet
- The Twins (af Peter Martins, New York City Ballet)
- Touching Proves Me Lonesome og Nava Rama (af Andonis Forniadakis, Opera National de Lyon)
- Sylfiden (af Alexander Kølpin, Østre Gasværk)

### Andet
- Har også skrevet Tivoli Illuminationer installation for musik, vand, og lys til Tivoli i København.
- Har instrueret teater A Woman Alone af Dario Fo og Franca Rame på The Tristan Bates Theater i London, og instrueret to musikvideoer og lavet I 2009 kort film Slam Chicks for Aarhus Festuge.